# らくやのぉ
げつよう パワフル レイディオゥ!!　らくやのぉは、南海放送で毎週月曜日19:00～21:00まで放送されている生放送である。
パーソナリティは、らくさぶろうとやのひろみの2名である。

## 放送スタイル
- 2002年4月1日スタートから長らく、19：00～22：00の放送だったが、2008年10月の改編で、1時間短縮されて、19：00～21：00になった。（この間、開始から2006年11月6日までは、道後樋又の旧社屋第1スタジオから、その翌週の11月13日からは本町の新社屋『南海放送本町会館』PALスタジオから生放送。）そして、2008年11月第2週目の放送で、RNBお城下ど真ん中スタジオからの公開生放送となった。それ以前にも、毎月最終週にDoCoMoStudioから19：00～20：00まで公開生放送していた（20：00の愛媛新聞ニュースの間に、らくさぶろうとやのひろみは、南海放送へ、大急ぎで戻り、ニュースの後は、いつものようにスタジオから放送した。）が、2008年6月30日放送分をもってDoCoMoStudioは閉まってしまった。さらに、お城下ど真ん中スタジオも3月いっぱいで閉まる為、2010年度は再び、南海放送本町会館のPALスタジオから、ほかの生ワイド同様に放送される。なお、2006年と2010年の2回、やのひろみは産休のためピンチヒッターとして週替わりでゲストが出演していた。（このうち2010年は4月から7月にかけて。）8月2日放送分から復帰。（他のラジオ生ワイドもこの週から復帰）
- ウィットチャンネルスタートに伴い、全編愛媛CATVと、四国中央テレビで同時放送されている。
- 2016年3月21日で最終回となった[2]。翌、3月28日より『らくやのぉ！の逆襲』が放送時間と出演者を引き継ぐ形で放送開始。

## ポイントカード
ドマスタから毎週公開生放送していた時期は、来場したリスナーにポイントカードが配られるようになっていた。基本1回につき1ポイントだが雨の日だったり、来場者本人が誕生日だったり、コスプレで来たりするとよぶんに加算される。また、その週限定で眼鏡で来たらポイント?倍になったりするというような限定加算もある。60ポイントで満タンになり、番組から何かしらもらえることになっている。
なお、公開生放送ではない期間はポイントは当然たまらないが、復活するようなことがあれば再びポイント加算が始まる可能性も番組内で何度か示唆された。（現在60ポイントに達したリスナーは0人）また当然だが、仮にカードを紛失したらそれまでのポイントは失効してしまう。
なお、2015年現在は第1月曜日に銀天街のエルスタから公開生放送を行っているが、特にこのような制度は実施されている様子はない。

## 歴史
- 2002年4月1日 番組開始。当時は毎週月曜19:00 - 22:00の3時間、道後樋又にあった南海放送本社（当時）第1スタジオからの生放送だった。
- 2003年 この年から毎月最終月曜日19時台に松山市・銀天街にあったドコモスタジオから公開生放送を実施。
- 2006年11月14日 南海放送本町会館に本社移転したことに伴いPALスタジオから公開生放送を実施した。
- 2008年6月30日 ドコモスタジオ閉鎖に伴いこの回を以て公開生放送を休止。
- 2008年10月 放送時間が毎週月曜19:00 - 21:00の2時間に短縮。
- 2008年11月11日 松山市・大街道にRNBお城下ど真ん中スタジオ（通称：ドマスタ）がオープンし5カ月ぶりに公開生放送を再開。この日から毎週2時間すべて公開生放送となる。
- 2010年3月30日 ドマスタからの公開生放送終了。
- 2011年11月14日 放送回数500回突破。
- 2013年7月から月に1回、銀天街のLスタジオから生放送を開始[3]、同年9月29日に600回突破[4]。

## タイムテーブル

### 2010年10月～2011年3月
- 19:00　スタート(ジングルが入る。)オープニングトーク
- 19:04頃　タイトルコール
- 19:20頃　らくやの週刊プレイバック(このコーナー中の19:28頃までに1曲目がかかる)
- 19:30頃　あなたのそばにらくやのキリン(提供　キリンビール松山支社)
- 19:50頃　らくさぶろうのB面に惚れた
- 20:00　時報の後愛媛新聞ニュース
- 20:20頃　らくやのぉものゲットハイパー
- 20:30頃　やのひろみのO-ENKA
- 20:40頃　ラジオの職人いらっしゃ～い
- 20:59　終了

### 2011年4月～9月
- 19:00　スタート(ジングルが入る。)オープニングトーク
- 19:04頃　タイトルコール
- 19:08頃　1曲目
- 19:20頃　らくやの週刊愛媛経済ニュース
- 19:30頃　あなたのそばにらくやのキリン(提供　キリンビール松山支社)
- 19:50頃　らくさぶろうのアルバムの花束
- 20:00　時報の後愛媛新聞ニュース
- 20:20頃　らくやのぉものゲットNEO
- 20:30頃　やのひろみのO-ENKA
- 20:40頃　ラジオの職人いらっしゃ～い
- 20:59　終了

### 2011年10月～2012年3月
- 19:00　スタート
- 19:04頃　タイトルコール
- 19:08頃　1曲目
- 19:13頃　願いを込めて~プリエから二人へ~（提供　ブライダルプロデュースのプリエ）
- 19:30頃　あなたのそばにらくやのキリン（提供　キリンビール松山支社）
- 19:50頃　らくさぶろうのアルバムの花束
- 20:00　時報の後愛媛新聞ニュース
- 20:05頃　うわ!スゴッ!宇和自動車教習所
- 20:20頃　らくやのぉものゲットNEO
- 20:35頃　やのひろみのO-ENKA
- 20:40頃　ラジオの職人いらっしゃ～い
- 20:59　終了